# Skierka divinopolensis
Skierka divinopolensis är en svampart som beskrevs av Dianese, R.B. Medeiros & L.T.P. Santos 1993. Skierka divinopolensis ingår i släktet Skierka och familjen Pileolariaceae.   Inga underarter finns listade i Catalogue of Life.